# Bathyclupea schroederi
Bathyclupea schroederi är en fiskart som beskrevs av James Dick 1962. Bathyclupea schroederi ingår i släktet Bathyclupea och familjen Bathyclupeidae. Inga underarter finns listade.